# Cespiteux
En botanique, le terme cespiteux désigne une plante ou un champignon formant à sa base une touffe compacte. Cette particularité de pousser en touffes denses est la cespitosité.
Cette forme de vie leur permet de réduire l'impact négatif des herbivores par une stratégie de multiplication végétative (compensation des parties mangées, sauf en cas de surpâturage empêchant la regénération) et de coloniser l'espace à courte distance par reproduction asexuée ou clonale. Cette colonisation via des tiges modifiées (stolons ou rhizomes) est une stratégie de croissance clonale permettant une certaine mobilité végétative qui, combinée à l'établissement de nouveaux individus issus de graines par reproduction sexuée, expliquerait la dynamique végétale dans un milieu donné.

## Exemples de plantes cespiteuses
Beaucoup de plantes de la famille des Poaceae sont cespiteuses grâce à un mode de multiplication végétative par une abondante ramification basale, le tallage. Quelques exemples : la canche cespiteuse (Deschampsia cespitosa), la flouve odorante (Anthoxanthum odoratum)…
Certaines plantes, comme la canche cespiteuse, peuvent former des touradons par accumulation de matière sèche à leur base.

## Galerie

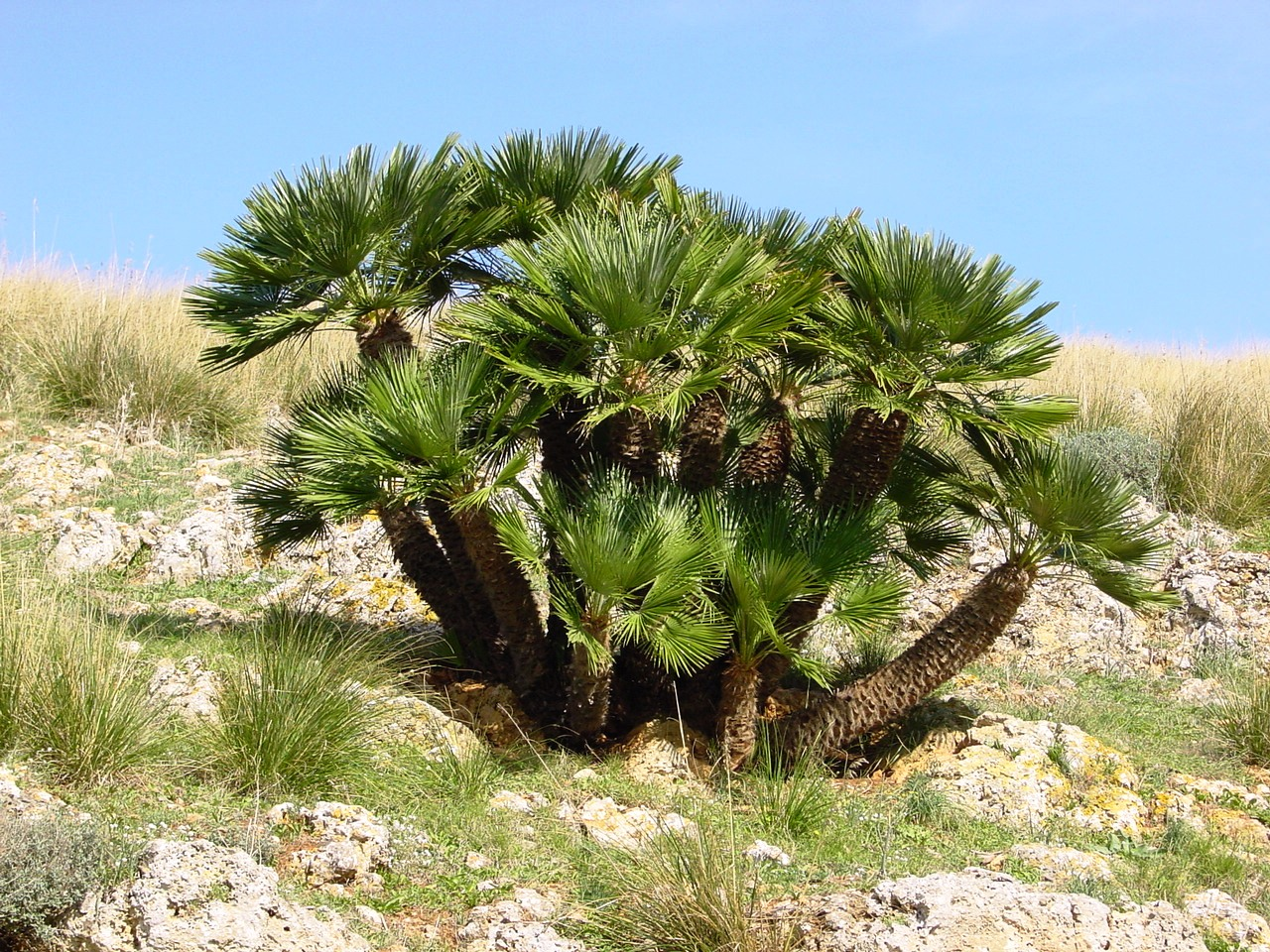
Palmier nain cespiteux (Chamaerops_humilis)
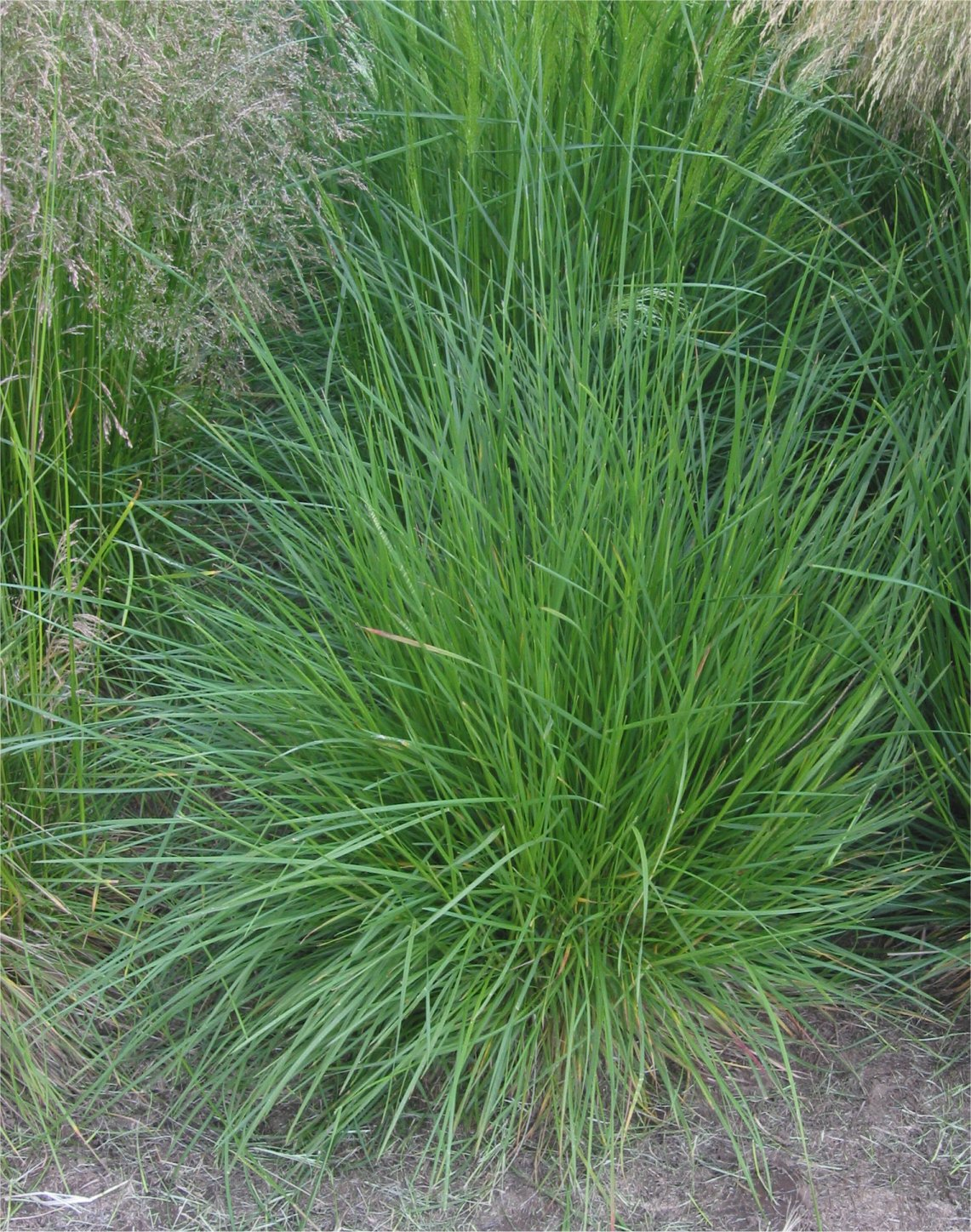
Canche cespiteuse (Deschampsia cespitosa)
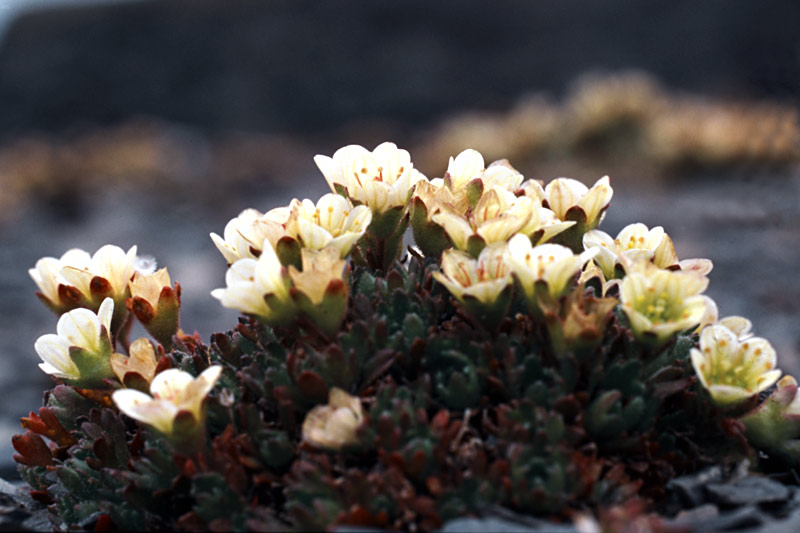
Saxifrage cespiteux (Saxifraga cespitosa)
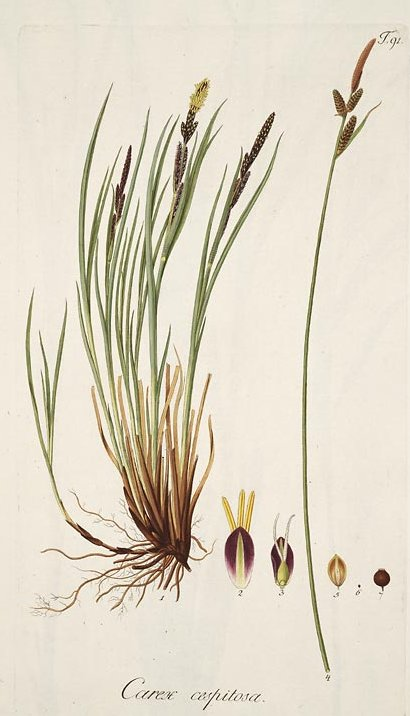
Carex cespiteux (Carex cespitosa)
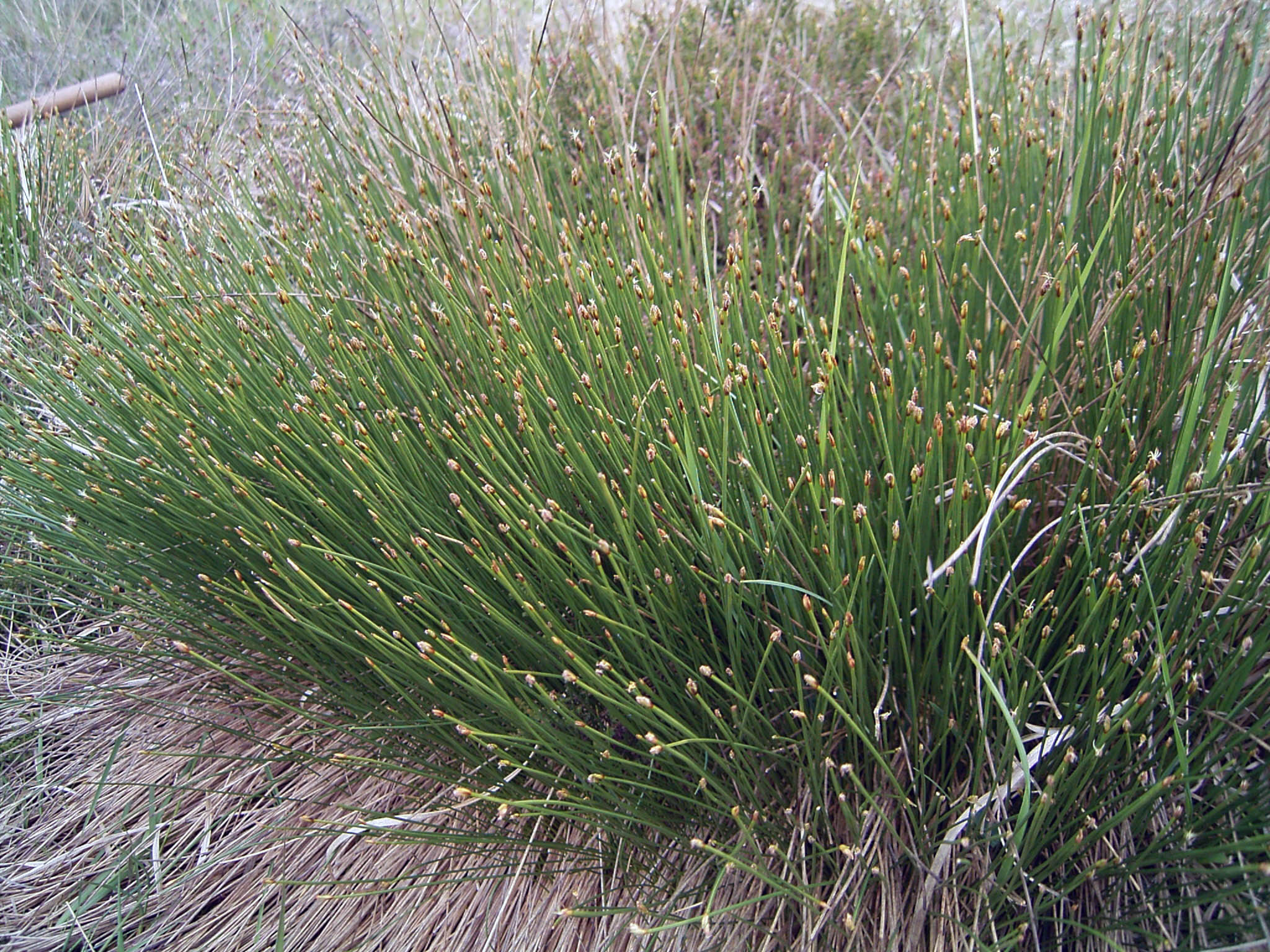
Souchet cespiteux (Trichophorum cespitosum)
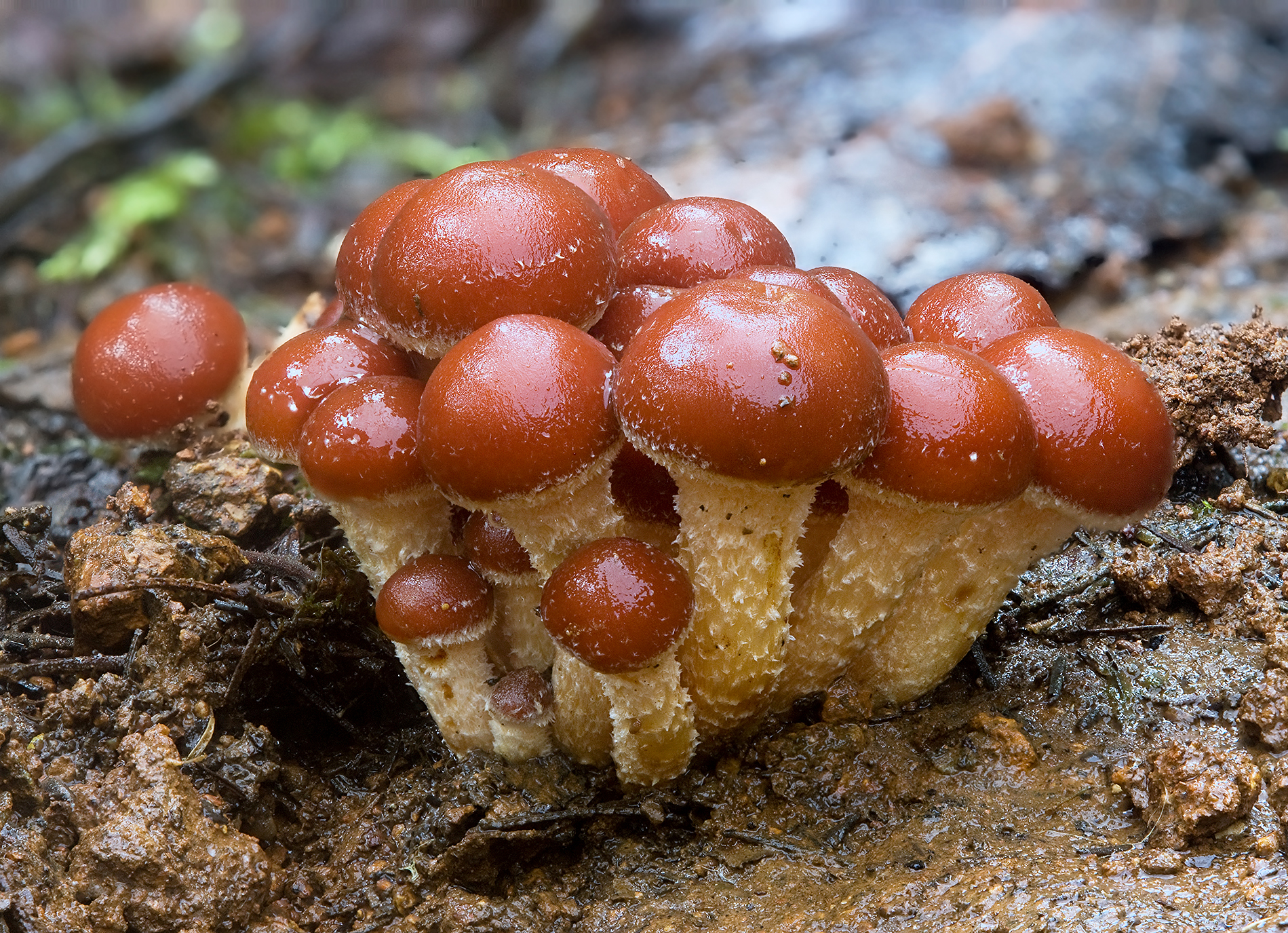
Champignons cespiteux (Hypholoma sp.)